# San Marco d’Alunzio
San Marco d’Alunzio – miejscowość i gmina we Włoszech, w regionie Sycylia, w prowincji Mesyna.
Według danych na rok 2004 gminę zamieszkiwały 2202 osoby, 84,7 os./km².